# Franz Wohlfahrt (Manager)

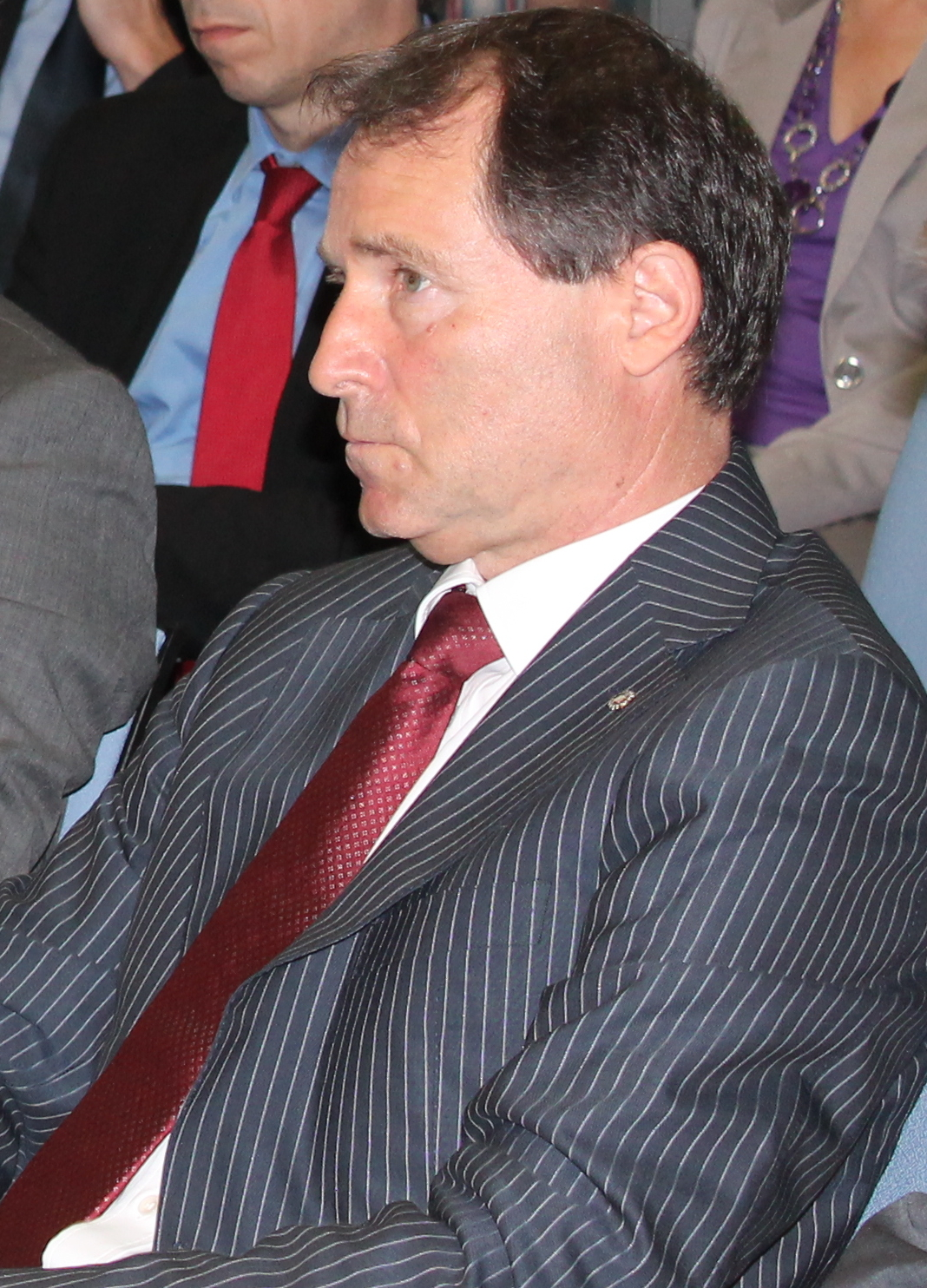
Franz Wohlfahrt (2013)

Franz Wohlfahrt (* 1959 in Klagenfurt am Wörthersee) ist ein österreichischer Manager, der von 2004 bis 2014 Generaldirektor des Glücksspielkonzerns Novomatic war. Außerdem ist er Vizepräsident des österreichischen Tennisverbandes, zuständig für den Bereich Breitensport.

## Leben
Wohlfahrt wuchs in Velden am Wörthersee auf und studierte in weiterer Folge von 1978 bis 1983 an der Universität Wien Rechtswissenschaften. Nach dem erfolgreichen Abschluss des Studiums, Absolvierung des Gerichtsjahres und abgelegter Anwaltsprüfung, gründete er 1988 gemeinsam mit Ernst Brunner die Anwaltskanzlei Brunner & Wohlfahrt, mit dem Spezialgebiet Glücksspielrecht.
Von 1996 bis 1998 folgte dann der Abschluss des EURO-JUS Dual Degree Programms der Universität für Weiterbildung Krems mit Spezialisierung im Europäischen Wirtschaftsrecht und Ausbildung im Bereich General Management.
Über mehrere Jahre hinweg war Wohlfahrt Unternehmensanwalt des Glücksspielkonzerns Novomatic, ehe er 2004 von Novomatic-Eigentümer Johann Graf als Nachfolger von Johannes Hahn zum Generaldirektor bestellt wurde. Unter seiner Führung konnte der Umsatz des Unternehmens von 470,8 Mio. Euro (2004), auf 1,387 Mrd. Euro (2011) um beinahe 300 Prozent gesteigert werden.
2009 wurde Wohlfahrt von der International Masters of Gaming Law (IMGL) als erster Europäer zum „Gaming Executive of the Year“ gewählt. Franz Wohlfahrt ist außerdem Funktionär bei der Österreichischen Wirtschaftskammer, der Industriellenvereinigung und dem Vienna Economic Forum beziehungsweise Mitglied von IAGA (International Association of Gaming Attorneys) und IMGL (International Masters of Gaming Law). Wohlfahrt ist Vorstandsmitglied im Friedrich A. v. Hayek Institut.

### Privatleben
Franz Wohlfahrt beherrscht seit Kindertagen das Akkordeonspiel, mit welchem er sich als Musiker bei Festen teilweise sein Studium finanzierte. Weitere Hobbys sind Schach spielen, Kochen und Pilze sammeln.

## Öffentliche Kontroversen

### Novomatic-Affäre
2010 kam Novomatic und Franz Wohlfahrt als ihr Generaldirektor durch den Vorwurf des Gesetzeskaufes ins Blickfeld der Öffentlichkeit (Anzeige von Grünen-Abgeordneten Peter Pilz). Novomatic soll 2006 gemeinsam mit der Telekom Austria die Lobbyisten Walter Meischberger und Peter Hochegger bezahlt haben, um gemeinsam mit deren Freund und damaligen Finanzminister Karl-Heinz Grasser die Aufweichung des Glücksspielmonopols der Casinos Austria im Parlament durchzubringen. Ab 2012 befassten sich auch die Ermittlungen des vom österreichischen Parlament eingesetzten Untersuchungsausschusses zur Klärung von Korruptionsvorwürfen mit der sogenannten Novomatic-Affäre. Dort bestätigte Wohlfahrt zwar, dass er mit Meischberger und Hochegger Beratungsverhältnisse unterhielt, bekräftigte aber immer wieder, dass diese nur Marketingkonzepte für Admiral und Novomatic erstellten sowie Beratungstätigen in der Firmen-Vorgehensweise zur Gesetzesänderung beim Glücksspielmonopol leisteten. Die Novellierung des Gesetzes ist deshalb geplatzt, da das BZÖ unerwartet bei der entscheidenden Finanzausschusssitzung am 5. Juli 2006 dagegen stimmte. Diese plötzliche Umentscheidung soll unmittelbar mit einem Auftrag zu einer Studie in der Höhe von 300.000 an die BZÖ-Werbeagentur Orange durch die Casinos Austria zusammenhängen, welche selbst durch die Novellierung benachteiligt worden wären.
Für Wohlfahrt stellte das Verhalten seiner Firma aber nichts Ungewöhnliches dar, er unterstrich in seiner Aussage vor dem Untersuchungsausschuss sogar, dass die guten Kontakte Meischbergers zu Finanzminister Grasser für dessen Engagierung gesprochen hatte.
Peter Hochegger sagte wiederum in seiner Einvernahme beim Untersuchungsausschuss aus, dass er sich durchaus vorstellen könnte, dass der Gesetzesentwurf zur Aufweichung des Glücksspielmonopols von Wohlfahrt selbst stammte.